# Celestyn Piotr Gołuchowski
Celestyn Piotr Gołuchowski herbu Rawicz (zm. w 1791 roku) – podczaszy wiślicki w latach 1787-1791, podstoli wiślicki w latach 1785-1787, cześnik wiślicki w 1785 roku.
Był komisarzem Sejmu Czteroletniego z powiatu wiślickiego województwa sandomierskiego do szacowania intrat dóbr ziemskich w 1789 roku. W 1790 roku był członkiem Komisji Porządkowej Cywilno-Wojskowej województwa sandomierskiego dla powiatów sandomierskiego i wiślickiego. 